# Ндебеле (език)
 Тази статия е за банту езика, говорен в ЮАР.  За други значения вижте Ндебеле.  
Ндебеле е език банту, един от официалните езици на Република Южна Африка, говорен от около 590 000 души в страната.